# Eriwanmatta
Eriwanmattor, mattor tillverkade i staden Jerevan i Armenien. Mattor har tillverkats där sedan antiken och de känns igen på sina stora stiliserade blomstermedaljonger, vilka ofta sitter flera i rad. Medaljongerna har ofta olika bottenfärger som rött, ljusblått, mörkblått eller beige. Numera så säljs även en stor del moderna kaukasiska mattor under samma namn.